# Saison 2020 de la NFL
Navigation
Édition précédente Édition suivante
La saison 2020 de la NFL est la 101e de l'histoire de la National Football League. Elle a débuté le jeudi 10 septembre 2020 lors de l'annuel Kickoff Game avec les champions sortants, les Chiefs de Kansas City. La saison s'est terminée le 7 février 2021 au Raymond James Stadium de Tampa dans l'État de Floride avec le Super Bowl LV.
Les Raiders d'Oakland deviennent les Raiders de Las Vegas après leur déménagement dans la région de Las Vegas durant l'intersaison 2020. Ils deviennent la première franchise de la NFL basée au Nevada.
Durant l'intersaison, la pandémie de Covid-19 a frappé les États-Unis et le monde entier, ce qui a forcé la NFL à faire des ajustements pour que la saison puisse commencer à temps. La draft annuelle s'est tenue de façon virtuelle, les matchs de pré-saison ont été annulés, les matchs internationaux ont été suspendus pour l'année et les joueurs se font fait offrir une option de ne pas jouer la saison sans enfreindre leur contrat, option qui a été utilisée par une soixantaine de joueurs. La pandémie a également eu un impact sur l'assistance aux parties, qui sont soit jouées à huis clos ou avec une assistance réduite.

## Négociation sur la nouvelle convention collective
L'actuelle convention collective (CBA), signée après le lock-out de la NFL en 2011, entre dans sa dixième et dernière saison. La ligue et la NFLPA ont préféré conclure un nouvel accord avant la fin de la saison 2020 pour éviter un autre conflit de travail.
La principale question en cours de négociation est de savoir comment les revenus de la ligue seront répartis entre les propriétaires et les joueurs. Parmi les autres questions discutées, il y a des discussions sur le passage possible d'une saison régulière à 16 matchs vers une saison régulière à 17 matchs, ainsi que la diminution des matchs de la pré-saison qui passerait de 4 à 2 matchs. Pour ce qui concerne la proposition de 17 matchs, chaque équipe aurait deux semaines de congé, repoussant les dates des séries éliminatoires (ceux-ci mettraient en présence 14 équipes) et du Super Bowl vers la fin du mois de février. La semaine supplémentaire permettrait l'organisation de plus de matchs internationaux ainsi que plus de matchs joués sur terrain neutre aux États-Unis.
Une étude concernant la création d'une nouvelle franchise NFL basée à Londres pourrait également faire l'objet de négociations même si la NFLPA déclarait en 2014 qu'elle aurait le pouvoir d'empêcher la NFL de constituer une telle équipe au motif qu'il s'agissait d'un changement des conditions de travail.

## Changement de nom de la franchise de Washington
En 2020, à la suite de la mort de George Floyd, un important mouvement en faveur des minorités relance la question de la représentation de la minorité amérindienne. La pression d'importants sponsors comme FedEx ou Nike conduit la franchise de la capitale fédérale à abandonner le nom de « Redskins ». En effet, en anglais, Red Skins signifie « Peaux Rouges ». Il s'agit d'un terme utilisé pour désigner les Amérindiens de façon péjorative. La franchise annonce officiellement l'abandon du nom « Redskins » et des logos associés le 13 juillet 2020. Un nouveau nom provisoire, Washington Football Team est adopté le même mois pour la saison 2020,.

## Mouvements de joueurs

### Free agency
Elle a débuté le 18 mars 2020.

### Départs à la retraite
Ne sont repris dans cette liste que les joueurs ayant été sélectionnés au moins à trois reprises Pro Bowl/All-Pro :
- Le tight end Antonio Gates - Pro Bowler à huit reprises et All-Pro à cinq reprises (3 en équipe-type et 2 dans la seconde équipe). Il a joué pour les Chargers de San Diego/Los Angeles durant toute sa carrière (16 saisons) ;
- Le linebacker Luke Kuechly - Pro Bowler à sept reprises et All-Pro à sept reprises (5 en équipe-type et 2 dans la seconde équipe), 2012 Defensive Rookie of the Year, 2013 Defensive Player of the Year, and 2017 Art Rooney Award winner. Il a joué pour les Panthers de la Caroline durant toute sa carrière (8 saisons) ;
- Le quarterback Eli Manning - Pro Bowler à quatre reprises, vainqueur et MVP du Super Bowl à deux reprises (XLII et XLVI), MVP du Super Bowl à deux reprises, 1er choix de la draft 2004 de la NFL et vainqueur (à égalité) du Walter Payton NFL Man of the Year Award 2016. Il a joué toute sa carrière (16 saisons) chez les Giants de New York ;
- L'offensive guard Kyle Long - Pro Bowler à trois reprises et All-Pro en seconde équipé à une reprise. Il a joué toute sa carrière (7 saisons) chez les Bears de Chicago[10] ;
- Le running back Darren Sproles – Pro Bowler à trois reprises et All-Pro à deux reprises (en équipe-type) et vainqueur du Super Bowl LII. Au cours de ses 15 saisons NFL, il a joué pour les Chargers de San Diego Chargers, les Saints de La Nouvelle-Orléans et les Eagles de Philadelphie[11] ;
- Le safety Eric Weddle – Pro Bowler à six reprises et All-Pro à cinq reprises (2 en équipe-type et 3 en seconde équipe). Au cours de ses 13 saisons NFL, il a joué pour les Chargers de San Diego Chargers, les Ravens de Baltimore et les Rams de Los Angeles[12].

Autres
- Lorenzo Alexander[13] ;
- Vernon Davis[14] ;
- Wes Horton (en)[15] ;
- Zach Line (en)[16] ;
- Ron Parker (en)[17].

### Draft
La draft 2020 de la NFL est programmée du 23 au 25 avril 2020. Elle devait initialement se dérouler à Paradise au Nevada, mais en raison de la pandémie de Covid-19, elle s'est déroulée de façon virtuelle, en visioconférence, et avec le commissaire Roger Goodell annonçant les choix à partir de son domicile à Bronxville.
Les Bengals de Cincinnati, ayant été classés derniers au terme de la saison 2019, étaient détenteurs du premier choix de cette draft et ont sélectionné Joe Burrow, quarterback en provenance de LSU.

## Décès

### Members du Pro Football Hall of Fame
- Chris Doleman, defensive end chez les Vikings du Minnesota Vikings (1985–1993, 1999), les Falcons d'Atlanta (1994–1995) et les 49ers de San Francisco 49ers (1996–1998) ;
- Willie Wood, safety chez les Packers de Green Bay (1960–1971).

### Autres
- Larry Eisenhauer (en), défensive end chez les Patriots de Boston (1961 - 1969) ;
- Sam Wyche, quarterback chez les Bengals de Cincinnati (1968–1970), les Redskins de Washington (1971–1973), les Lions de Détroit (1974) et les Cardinals de St. Louis (1976)

## Changement de règles
Les changements éventuels de règles applicables à la saison 2020 seront discutées et votées lors de la réunion des propriétaires prévue du 29 mars au 1er avril 2020 à Palm Beach dans l'État de Floride.

## Pré-saison
Les camps d'entraînement pour la saison 2020 se déroulent de fin du mois de juillet au mois d'août. Les franchises ne peuvent débuter ces camps moins de 15 jours avant leur premier match d'avant-saison.
Le match du Pro Football Hall of Fame, entre les Steelers de Pittsburgh et les Cowboys de Dallas, devait se dérouler le 6 août, mais celui-ci a été annulé le 25 juin en raison de la pandémie. Le 3 juillet, la NFLPA a voté en faveur de l'annulation de tous les matchs de pré-saison.

## Calendrier

### Saison régulière
La saison régulière 2020 comporte 256 matchs répartis sur 17 semaines. Le premier match a lieu le jeudi 10 septembre 2020.
Chacune des 32 équipes joue 16 matchs et bénéficie d'une semaine de repos. Le programme prévoit que des matchs sont disputés le lundi soir à l'occasion du Monday Night Football et le jeudi soir à l'occasion du Thursday Night Football (dont le match inaugural du NFL Kickoff Game (en) joué en prime time le 10 septembre et les matchs joué lors du Thanksgiving Day). Les seize derniers matchs de la saison régulière se disputent le dimanche 3 janvier 2021 et comme depuis 2010, ils sont exclusivement des matchs opposant des équipes d'une même division.
Pour chaque équipe, la répartition est la suivante :
- 6 matchs contre les autres équipes de la même division (matchs aller-retour)
- 4 matchs contre les équipes d'une autre division de la même conférence (les divisions se rencontrant changent chaque année selon une rotation préétablie)
- 2 matchs contre les équipes des deux autres divisions de la même conférence ayant terminé à la même position au classement la saison précédente (1er contre 1er, 2e contre 2e, etc.)
- 4 matchs contre les équipes d'une division de l'autre conférence (les divisions se rencontrant changent chaque année selon une rotation préétablie)

Le programme complet est dévoilé en avril 2020 par la ligue.
| Matchs intra-conférences                                                             | Matchs inter-conférences :                                                            |
| ------------------------------------------------------------------------------------ | ------------------------------------------------------------------------------------- |
| - AFC Est - AFC Ouest - AFC Nord - AFC Sud - NFC Est - NFC Ouest - NFC Nord- NFC Sud | - AFC Est - NFC Ouest - AFC Nord - NFC Est - AFC Sud - NFC Nord - AFC Ouest - NFC Sud |

### Phase éliminatoire
La phase éliminatoire (playoffs) de la saison 2020 débute par un tour préliminaire (dit tour de wild card) joué le weekend des 9 et 10 janvier 2021. En vertu de la nouvelle convention collective de négociation de la NFL (CBA), 14 équipes sont qualifiées pour la phase éliminatoire soit 7 par conférence.
Pour une conférence, les quatre vainqueurs de division et les trois autres équipes les mieux classées sont qualifiées. Seule la meilleure équipe de la conférence est dispensée du tour préliminaire. Les six autres équipes de la conférence se rencontrent en élimination directe, la mieux classée affrontant sur son terrain la moins bien classée.
Les vainqueurs des matchs du tour préliminaire et la meilleure équipe de la conférence s'affrontent ensuite lors du tour de Division prévu les 16 et 17 janvier 2021. La tête de série de la conférence joue à domicile l'équipe la moins bien classée restante, les deux autres se rencontrant sur le terrain de l'équipe la mieux classée restantes.
Les gagnants des matchs du tour de Division se rencontrent pour la finale de Conférence (sur le terrain de la mieux classée). Ces deux finales sont prévues le 24 janvier 2021.
Les champions de conférence se rencontrent lors du Super Bowl LV prévu le 7 février 2021 au Raymond James Stadium de Tampa en Floride.
Le Pro Bowl 2021 a lieu le 31 janvier 2021 en un endroit encore à déterminer.

## Saison régulière

### Classements
| z             | Champion de division dispensé de wild-card et ayant l'avantage du terrain pendant tous les playoffs de sa conférence |
| y             | Champion de division                                                                                                 |
| w             | Non champion de division, wild-card                                                                                  |
| Couleur verte | Qualifié pour les playoffs                                                                                           |
| Couleur rouge | Éliminé |

#### Par division
Source : nfl.com
| AFC East                       | V  | D  | N | V/D  | Div | Conf | PM  | PE  | S  |
| ------------------------------ | -- | -- | - | ---- | --- | ---- | --- | --- | -- |
| y-Bills de Buffalo             | 13 | 3  | 0 | .813 | 6-0 | 10-2 | 501 | 375 | 6V |
| Dolphins de Miami              | 10 | 6  | 0 | .625 | 3-3 | 7-5  | 404 | 338 | 1D |
| Patriots de la Nlle-Angleterre | 7  | 9  | 0 | .438 | 3-3 | 6-6  | 326 | 353 | 1V |
| Jets de New York               | 2  | 14 | 0 | .125 | 0-6 | 1-11 | 243 | 457 | 1D |

| AFC North                | V  | D  | N | V/D  | Div | Conf | PM  | PE  | S  |
| ------------------------ | -- | -- | - | ---- | --- | ---- | --- | --- | -- |
| y-Steelers de Pittsburgh | 12 | 4  | 0 | .750 | 4-2 | 9-3  | 416 | 312 | 1D |
| w-Ravens de Baltimore    | 11 | 5  | 0 | .688 | 4-2 | 7-5  | 468 | 303 | 5V |
| w-Browns de Cleveland    | 11 | 5  | 0 | .688 | 3-3 | 7-5  | 408 | 419 | 1V |
| Bengals de Cincinnati    | 4  | 11 | 1 | .300 | 1-5 | 4-8  | 311 | 424 | 1D |

| AFC South               | V  | D  | N | V/D  | Div | Conf | PM  | PE  | S   |
| ----------------------- | -- | -- | - | ---- | --- | ---- | --- | --- | --- |
| y-Titans du Tennessee   | 11 | 5  | 0 | .688 | 5-1 | 8-4  | 491 | 439 | 1V  |
| w-Colts d'Indianapolis  | 11 | 5  | 0 | .688 | 4-2 | 7-5  | 451 | 362 | 1V  |
| Texans de Houston       | 4  | 12 | 0 | .250 | 2-4 | 3-9  | 384 | 464 | 5D  |
| Jaguars de Jacksonville | 1  | 15 | 0 | .063 | 1-5 | 1-11 | 306 | 492 | 15D |

| AFC West                | V  | D  | N | V/D  | Div | Conf | PM  | PE  | S  |
| ----------------------- | -- | -- | - | ---- | --- | ---- | --- | --- | -- |
| z-Chiefs de Kansas City | 14 | 2  | 0 | .875 | 4-2 | 10-2 | 473 | 362 | 1D |
| Raiders de Las Vegas    | 8  | 8  | 0 | .500 | 4-2 | 6-6  | 434 | 478 | 1V |
| Chargers de Los Angeles | 7  | 9  | 0 | .438 | 3-3 | 6-6  | 384 | 426 | 3V |
| Broncos de Denver       | 5  | 11 | 0 | .313 | 1-5 | 4-8  | 323 | 346 | 3D |

| NFC East                   | V | D  | N | V/D  | Div | Conf | PM  | PE  | S  |
| -------------------------- | - | -- | - | ---- | --- | ---- | --- | --- | -- |
| y-Washington Football Team | 7 | 9  | 0 | .438 | 4-2 | 5-7  | 335 | 329 | 1V |
| Giants de New York         | 6 | 10 | 0 | .375 | 4-2 | 5-7  | 280 | 357 | 1V |
| Cowboys de Dallas          | 6 | 10 | 0 | .375 | 2-4 | 5-7  | 395 | 473 | 1D |
| Eagles de Philadelphie     | 4 | 11 | 1 | .281 | 2-4 | 4-8  | 334 | 418 | 3D |

| NFC North              | V  | D  | N | V/D  | Div | Conf | PM  | PE  | S  |
| ---------------------- | -- | -- | - | ---- | --- | ---- | --- | --- | -- |
| z-Packers de Green Bay | 13 | 3  | 0 | .813 | 5-1 | 10-2 | 509 | 369 | 6V |
| w-Bears de Chicago     | 8  | 8  | 0 | .500 | 2-4 | 6-6  | 372 | 370 | 1D |
| Vikings du Minnesota   | 7  | 9  | 0 | .438 | 4-2 | 5-7  | 430 | 475 | 1V |
| Lions de Détroit       | 5  | 11 | 0 | .313 | 1-5 | 4-8  | 377 | 519 | 4D |

| NFC South                       | V  | D  | N | V/D  | Div | Conf | PM  | PE  | S  |
| ------------------------------- | -- | -- | - | ---- | --- | ---- | --- | --- | -- |
| y-Saints de La Nouvelle-Orléans | 12 | 4  | 0 | .733 | 6-0 | 10-2 | 482 | 337 | 2V |
| w-Buccaneers de Tampa Bay       | 11 | 5  | 0 | .688 | 4-2 | 8-4  | 492 | 355 | 3V |
| Panthers de la Caroline         | 5  | 11 | 0 | .313 | 1-5 | 4-8  | 350 | 402 | 1D |
| Falcons d'Atlanta               | 4  | 12 | 0 | .250 | 1-5 | 2-10 | 396 | 414 | 5D |

| NFC West               | V  | D  | N | V/D  | Div | Conf | PM  | PE  | S  |
| ---------------------- | -- | -- | - | ---- | --- | ---- | --- | --- | -- |
| y-Seahawks de Seattle  | 12 | 4  | 0 | .750 | 4-2 | 9-3  | 459 | 371 | 4V |
| w-Rams de Los Angeles  | 10 | 6  | 0 | .625 | 3-3 | 9-3  | 372 | 296 | 1V |
| Cardinals de l'Arizona | 8  | 8  | 0 | .500 | 2-4 | 6-6  | 410 | 367 | 2D |
| 49ers de San Francisco | 6  | 10 | 0 | .375 | 3-3 | 4-8  | 376 | 390 | 1D |

#### Par conférence
Source : nfl.com
| No                                          | Franchise                      | V  | D  | N | V/D  | Dom | Ext   | Div | Conf | PM  | PE  | Dif  | S   |
| ------------------------------------------- | ------------------------------ | -- | -- | - | ---- | --- | ----- | --- | ---- | --- | --- | ---- | --- |
| Leader de division                          |                                |    |    |   |      |     |       |     |      |     |     |      |     |
| 1                                           | z-Chiefs de Kansas City        | 14 | 2  | 0 | .875 | 6-2 | 8-0   | 4-2 | 10-2 | 473 | 362 | +111 | 1D  |
| 2                                           | y-Bills de Buffalo             | 13 | 3  | 0 | .813 | 7-1 | 6-2   | 6-0 | 10-2 | 501 | 375 | +126 | 6V  |
| 3                                           | y-Steelers de Pittsburgh       | 12 | 4  | 0 | .750 | 7-1 | 5-3   | 4-2 | 9-3  | 416 | 312 | +104 | 1D  |
| 4                                           | y-Titans du Tennessee          | 11 | 5  | 0 | .688 | 5-3 | 6-2   | 5-1 | 8-4  | 491 | 439 | +52  | 1V  |
| Wild Cards                                  |                                |    |    |   |      |     |       |     |      |     |     |      |     |
| 5                                           | w-Ravens de Baltimore          | 11 | 5  | 0 | .688 | 5-3 | 5-3   | 4-2 | 7-5  | 468 | 303 | +165 | 5V  |
| 6                                           | w-Browns de Cleveland          | 11 | 5  | 0 | .688 | 6-2 | 5-3   | 3-3 | 7-5  | 408 | 419 | -11  | 1V  |
| 7                                           | w-Colts d'Indianapolis         | 11 | 5  | 0 | .688 | 6-2 | 5-3   | 4-2 | 7-5  | 451 | 362 | +89  | 1V  |
| Non qualifiés pour les séries éliminatoires |                                |    |    |   |      |     |       |     |      |     |     |      |     |
| 8                                           | Dolphins de Miami              | 10 | 6  | 0 | .625 | 5-3 | 5-3   | 3-3 | 7-4  | 404 | 338 | +66  | 1D  |
| 9                                           | Raiders de Las Vegas           | 8  | 8  | 0 | .500 | 2-6 | 6-2   | 4-2 | 6-6  | 434 | 478 | -44  | 1V  |
| 10                                          | Patriots de la Nlle-Angleterre | 7  | 9  | 0 | .438 | 4-4 | 2-6   | 3-3 | 6-6  | 326 | 353 | -27  | 1V  |
| 11                                          | Chargers de Los Angeles        | 7  | 9  | 0 | .438 | 4-4 | 3-5   | 3-3 | 6-6  | 384 | 426 | -42  | 4V  |
| 12                                          | Broncos de Denver              | 5  | 11 | 0 | .313 | 2-6 | 3-5   | 1-5 | 4-8  | 323 | 426 | -123 | 3D  |
| 13                                          | Bengals de Cincinnati          | 4  | 11 | 1 | .281 | 3-5 | 1-6-1 | 1-5 | 4-8  | 311 | 424 | -113 | 1V  |
| 14                                          | Texans de Houston              | 4  | 12 | 0 | .250 | 2-6 | 2-6   | 2-4 | 3-9  | 384 | 464 | -80  | 5D  |
| 15                                          | Jets de New York               | 2  | 14 | 0 | .125 | 1-7 | 1-7   | 0-6 | 1-11 | 243 | 457 | -214 | 1D  |
| 16                                          | Jaguars de Jacksonville        | 1  | 15 | 0 | .063 | 1-7 | 0-8   | 1-5 | 1-11 | 306 | 492 | -186 | 15D |

| No                                          | Franchise                        | V  | D  | N | V/D  | Dom   | Ext | Div | Conf | PM  | PE  | Dif  | S  |
| ------------------------------------------- | -------------------------------- | -- | -- | - | ---- | ----- | --- | --- | ---- | --- | --- | ---- | -- |
| Leader de division                          |                                  |    |    |   |      |       |     |     |      |     |     |      |    |
| 1                                           | z-Packers de Green Bay           | 13 | 3  | 0 | .813 | 7-1   | 6-2 | 5-1 | 10-2 | 509 | 369 | +140 | 6V |
| 2                                           | y- Saints de La Nouvelle-Orléans | 12 | 4  | 0 | .750 | 6-2   | 6-2 | 6-0 | 10-2 | 480 | 337 | +145 | 2V |
| 3                                           | y-Seahawks de Seattle            | 12 | 4  | 0 | .750 | 7-1   | 5-3 | 4-2 | 9-3  | 459 | 371 | +88  | 4V |
| 4                                           | y-Washington Football Team       | 7  | 9  | 0 | .438 | 3-5   | 4-4 | 4-2 | 5-7  | 335 | 329 | 6    | 1V |
| Wild Cards                                  |                                  |    |    |   |      |       |     |     |      |     |     |      |    |
| 5                                           | w-Buccaneers de Tampa Bay        | 11 | 5  | 0 | .688 | 5-3   | 6-2 | 4-2 | 8-4  | 492 | 355 | +137 | 4V |
| 6                                           | w-Rams de Los Angeles            | 10 | 6  | 0 | .625 | 6-2   | 4-4 | 3-3 | 9-3  | 372 | 296 | +76  | 1V |
| 7                                           | w-Bears de Chicago               | 8  | 8  | 0 | .500 | 3-5   | 5-3 | 2-4 | 6-6  | 372 | 370 | +2   | 1D |
| Non qualifiés pour les séries éliminatoires |                                  |    |    |   |      |       |     |     |      |     |     |      |    |
| 8                                           | Cardinals de l'Arizona           | 8  | 8  | 0 | .500 | 4-4   | 4-4 | 2-4 | 6-6  | 410 | 367 | +43  | 2D |
| 9                                           | Vikings du Minnesota             | 7  | 9  | 0 | .438 | 3-5   | 4-4 | 4-2 | 5-7  | 430 | 475 | -45  | 1V |
| 10                                          | 49ers de San Francisco           | 6  | 10 | 0 | .375 | 1-7   | 5-3 | 3-3 | 4-8  | 376 | 390 | -14  | 1D |
| 11                                          | Giants de New York               | 6  | 10 | 0 | .375 | 3-5   | 4-5 | 4-2 | 5-7  | 280 | 357 | -77  | 1V |
| 12                                          | Cowboys de Dallas                | 5  | 10 | 0 | .375 | 4-4   | 2-6 | 2-4 | 5-7  | 395 | 473 | -78  | 1D |
| 13                                          | Panthers de la Caroline          | 5  | 11 | 0 | .313 | 2-6   | 3-5 | 1-5 | 4-8  | 350 | 402 | -52  | 1D |
| 14                                          | Lions de Détroit                 | 5  | 11 | 0 | .313 | 1-7   | 4-4 | 1-5 | 4-8  | 377 | 519 | -142 | 4D |
| 15                                          | Eagles de Philadelphie           | 4  | 11 | 1 | .281 | 3-4-1 | 1-7 | 2-4 | 4-8  | 334 | 418 | -84  | 3D |
| 16                                          | Falcons d'Atlanta                | 4  | 12 | 0 | .250 | 2-6   | 2-6 | 1-5 | 2-10 | 396 | 414 | -18  | 5D |

## Phase éliminatoire
La tête de série numéro 1 de chaque conférence est exemptée du tour de Wild Card et joue la tête de série la plus basse restante après le tour de Wild Card. Par conséquent, le croisement des têtes séries est ajusté pour les finales de divisions.
|  | Tour de Wild Card | Tour de Wild Card   | Tour de Wild Card |                     |           | Finales de division | Finales de division | Finales de division |  |   | Finales de conférence | Finales de conférence | Finales de conférence |   |  | Super Bowl LV | Super Bowl LV | Super Bowl LV |
|  |                   |                     |                   |                     |           |                     |                     |                     |  |   |                       |                       |                       |   |  |               |               |               |
|  | 5                 | Baltimore           | 20                |                     |           |                     |                     |                     |  |   |                       |                       |                       |   |  |               |               |               |
|  | 4                 | Tennessee           | 13                |                     |           |                     |                     |                     |  |   |                       |                       |                       |   |  |               |               |               |
|  | 4                 | Tennessee           | 13                |                     | 5         | Baltimore           | 3                   |                     |  |   |                       |                       |                       |   |  |               |               |               |
|  |                   |                     |                   |                     | 5         | Baltimore           | 3                   |                     |  |   |                       |                       |                       |   |  |               |               |               |
|  |                   |                     | 2                 | Buffalo             | 17        |                     |                     |                     |  |   |                       |                       |                       |   |  |               |               |               |
|  | 7                 | Indianapolis        | 2                 | Buffalo             | 17        | 24                  |                     |                     |  |   |                       |                       |                       |   |  |               |               |               |
|  | 7                 | Indianapolis        |                   |                     |           | 24                  |                     |                     |  |   |                       |                       |                       |   |  |               |               |               |
|  | 2                 | Buffalo             | 27                |                     |           |                     |                     |                     |  |   |                       |                       |                       |   |  |               |               |               |
|  | 2                 | Buffalo             | 27                |                     |           |                     |                     |                     |  | 2 | Buffalo               | 24                    |                       |   |  |               |               |               |
|  | AFC               |                     |                   |                     |           |                     |                     |                     |  | 2 | Buffalo               | 24                    |                       |   |  |               |               |               |
|  |                   | 1                   | Kansas City       | 38                  |           |                     |                     |                     |  |   |                       |                       |                       |   |  |               |               |               |
|  | 6                 | 1                   | Kansas City       | 38                  | Cleveland | 48                  |                     |                     |  |   |                       |                       |                       |   |  |               |               |               |
|  | 6                 |                     |                   |                     | Cleveland | 48                  |                     |                     |  |   |                       |                       |                       |   |  |               |               |               |
|  | 3                 | Pittsburgh          | 37                |                     |           |                     |                     |                     |  |   |                       |                       |                       |   |  |               |               |               |
|  | 3                 | Pittsburgh          | 37                |                     | 6         | Cleveland           | 17                  |                     |  |   |                       |                       |                       |   |  |               |               |               |
|  |                   |                     |                   |                     | 6         | Cleveland           | 17                  |                     |  |   |                       |                       |                       |   |  |               |               |               |
|  |                   |                     | 1                 | Kansas City         | 22        |                     |                     |                     |  |   |                       |                       |                       |   |  |               |               |               |
|  |                   |                     | 1                 | Kansas City         | 22        |                     |                     |                     |  |   |                       |                       |                       |   |  |               |               |               |
|  |                   |                     |                   |                     |           |                     |                     |                     |  |   |                       |                       |                       |   |  |               |               |               |
|  |                   |                     |                   |                     |           |                     |                     |                     |  |   |                       |                       |                       |   |  |               |               |               |
|  |                   |                     |                   |                     |           |                     |                     |                     |  |   |                       | A1                    | Kansas City           | 9 |  |               |               |               |
|  |                   |                     |                   |                     |           |                     |                     |                     |  |   |                       |                       |                       |   |  |               |               |               |
|  |                   | N5                  | Tampa Bay         | 31                  |           |                     |                     |                     |  |   |                       |                       |                       |   |  |               |               |               |
|  | 5                 | N5                  | Tampa Bay         | 31                  | Tampa Bay | 31                  |                     |                     |  |   |                       |                       |                       |   |  |               |               |               |
|  | 5                 |                     |                   |                     | Tampa Bay | 31                  |                     |                     |  |   |                       |                       |                       |   |  |               |               |               |
|  | 4                 | Washington          | 23                |                     |           |                     |                     |                     |  |   |                       |                       |                       |   |  |               |               |               |
|  | 4                 | Washington          | 23                |                     | 5         | Tampa Bay           | 30                  |                     |  |   |                       |                       |                       |   |  |               |               |               |
|  |                   |                     |                   |                     | 5         | Tampa Bay           | 30                  |                     |  |   |                       |                       |                       |   |  |               |               |               |
|  |                   |                     | 2                 | La Nouvelle-Orléans | 20        |                     |                     |                     |  |   |                       |                       |                       |   |  |               |               |               |
|  | 7                 | Chicago             | 2                 | La Nouvelle-Orléans | 20        | 9                   |                     |                     |  |   |                       |                       |                       |   |  |               |               |               |
|  | 7                 | Chicago             |                   |                     |           | 9                   |                     |                     |  |   |                       |                       |                       |   |  |               |               |               |
|  | 2                 | La Nouvelle-Orléans | 21                |                     |           |                     |                     |                     |  |   |                       |                       |                       |   |  |               |               |               |
|  | 2                 | La Nouvelle-Orléans | 21                |                     |           |                     |                     |                     |  | 5 | Tampa Bay             | 31                    |                       |   |  |               |               |               |
|  | NFC               |                     |                   |                     |           |                     |                     |                     |  | 5 | Tampa Bay             | 31                    |                       |   |  |               |               |               |
|  |                   | 1                   | Green Bay         | 26                  |           |                     |                     |                     |  |   |                       |                       |                       |   |  |               |               |               |
|  | 6                 | 1                   | Green Bay         | 26                  | LA Rams   | 30                  |                     |                     |  |   |                       |                       |                       |   |  |               |               |               |
|  | 6                 |                     |                   |                     | LA Rams   | 30                  |                     |                     |  |   |                       |                       |                       |   |  |               |               |               |
|  | 3                 | Seattle             | 20                |                     |           |                     |                     |                     |  |   |                       |                       |                       |   |  |               |               |               |
|  | 3                 | Seattle             | 20                |                     | 6         | LA Rams             | 18                  |                     |  |   |                       |                       |                       |   |  |               |               |               |
|  |                   |                     |                   |                     | 6         | LA Rams             | 18                  |                     |  |   |                       |                       |                       |   |  |               |               |               |
|  |                   |                     | 1                 | Green Bay           | 32        |                     |                     |                     |  |   |                       |                       |                       |   |  |               |               |               |
|  |                   |                     | 1                 | Green Bay           | 32        |                     |                     |                     |  |   |                       |                       |                       |   |  |               |               |               |
|  |                   |                     |                   |                     |           |                     |                     |                     |  |   |                       |                       |                       |   |  |               |               |               |

(*) Indique les victoires en prolongation.

## Récompenses

### NFL Awards
| Trophées                                                | Joueur            | Poste | Équipe                   |
| ------------------------------------------------------- | ----------------- | ----- | ------------------------ |
| Meilleur joueur de la NFL (MVP)                         | Aaron Rodgers     | QB    | Packers de Green Bay     |
| MVP du Super Bowl                                       | Tom Brady         | QB    | Buccaneers de Tampa Bay  |
| Joueur offensif de l'année                              | Derrick Henry     | RB    | Titans du Tennessee      |
| Joueur défensif de l'année                              | Aaron Donald      | DT    | Rams de Los Angeles      |
| Entraîneur de l'année                                   | Kevin Stefanski   | HC    | Browns de Cleveland      |
| Entraîneur adjoint de l'année                           | Brian Daboll      | OC    | Bills de Buffalo         |
| Rookie offensif de l'année                              | Justin Herbert    | QB    | Chargers de Los Angeles  |
| Rookie défensif de l'année                              | Chase Young       | DE    | Washington Football Team |
| Meilleur revenant de la saison                          | Alex Smith        | QB    | Washington Football Team |
| Trophée Pepsi du meilleur rookie de l'année             | Justin Herbert    | QB    | Chargers de Los Angeles  |
| Trophée Walter Payton du meilleur joueur NFL de l'année | Russell Wilson    | QB    | Seahawks de Seattle      |
| Trophée Salute To Service présenté par USAA             |                   |       |                          |
| Trophée Deacon Jones                                    | T. J. Watt        | LB    | Steelers de Pittsburgh   |
| Trophée Sportsmanship Art Rooney                        | Teddy Bridgewater | QB    | Panthers de la Caroline  |
| Source                                                  |                   |       |                          |

### Joueurs All-Pro de l'Associated Press
Les joueurs suivants ont été sélectionnés dans l'équipe type no 1 All-Pro de l'Associated Press :
| Attaque       | Attaque         | Attaque                  |                  | Défense            | Défense                | Défense         |                       | Équipes spéciales                  | Équipes spéciales | Équipes spéciales |
| Poste         | Nom             | Équipe                   | Poste            | Nom                | Équipe                 | Poste           | Nom                   | Équipe                             |                   |                   |
| Quarterback   | Aaron Rodgers   | Packers de Green Bay     | Defensive end    | T. J. Watt         | Steelers de Pittsburgh | Kicker          | Jason Sanders (en)    | Dolphins de Miami                  |                   |                   |
| Running back  | Derrick Henry   | Titans du Tennessee      | Defensive end    | Myles Garrett      | Browns de Cleveland    | Punter          | Jake Bailey (en)      | Patriots de la Nouvelle-Angleterre |                   |                   |
| Wide receiver | Davante Adams   | Packers de Green Bay     | Interior lineman | Aaron Donald       | Rams de Los Angeles    | Kick returner   | Cordarrelle Patterson | Bears de Chicago                   |                   |                   |
| Wide receiver | Stefon Diggs    | Bills de Buffalo         | Interior lineman | DeForest Buckner   | Colts d'Indianapolis   | Punt returner   | Gunner Olszewski (en) | Patriots de la Nouvelle-Angleterre |                   |                   |
| Wide receiver | Tyreek Hill     | Chiefs de Kansas City    | Linebacker       | Fred Warner        | 49ers de San Francisco | Équipe spéciale | George Odum (en)      | Colts d'Indianapolis               |                   |                   |
| Tight end     | Travis Kelce    | Chiefs de Kansas City    | Linebacker       | Bobby Wagner       | Seahawks de Seattle    | Long snapper    | Morgan Cox            | Ravens de Baltimore                |                   |                   |
| Left tackle   | David Bakhtiari | Packers de Green Bay     | Linebacker       | Darius Leonard     | Colts d'Indianapolis   |                 |                       |                                    |                   |                   |
| Left guard    | Quenton Nelson  | Colts d'Indianapolis     | Cornerback       | Xavien Howard      | Dolphins de Miami      |                 |                       |                                    |                   |                   |
| Center        | Corey Linsley   | Packers de Green Bay     | Cornerback       | Jalen Ramsey       | Rams de Los Angeles    |                 |                       |                                    |                   |                   |
| Right guard   | Brandon Scherff | Washington Football Team | Safety           | Tyrann Mathieu     | Chiefs de Kansas City  |                 |                       |                                    |                   |                   |
| Right tackle  | Jack Conklin    | Browns de Cleveland      | Safety           | Minkah Fitzpatrick | Steelers de Pittsburgh |                 |                       |                                    |                   |                   |
| Right tackle  | Jack Conklin    | Browns de Cleveland      | Safety           | Budda Baker        | Cardinals de l'Arizona |                 |                       |                                    |                   |                   |

### Meilleurs joueurs de la semaine/du mois
| S./M. |                    | Attaque | Attaque  | Attaque         | Attaque | Attaque    | Attaque            |     | Défense  | Défense                   | Défense | Défense    | Défense               | Défense |          | Équipes spéciales    | Équipes spéciales | Équipes spéciales | Équipes spéciales | Équipes spéciales | Équipes spéciales |
| S./M. | AFC                | AFC     | AFC      | NFC             | NFC     | NFC        | AFC                | AFC | AFC      | NFC                       | NFC     | NFC        | AFC                   | AFC     | AFC      | NFC                  | NFC               | NFC               |                   |                   |                   |
| S./M. | Joueur             | Pl.     | Équipe   | Joueur          | Pl.     | Équipe     | Joueur             | Pl. | Équipe   | Joueur                    | Pl.     | Équipe     | Joueur                | Pl.     | Équipe   | Joueur               | Pl.               | Équipe            |                   |                   |                   |
| 1     | Lamar Jackson      | QB      | Ravens   | Russell Wilson  | QB      | Seahawks   | Casey Hayward      | CB  | Chargers | Ryan Kerrigan             | DE      | Washington | Daniel Carlson        | K       | Raiders  | Thomas Morstead      | P                 | Saints            |                   |                   |                   |
| 2     | Josh Allen         | QB      | Bills    | Dak Prescott    | QB      | Cowboys    | T. J. Watt         | LB  | Steelers | Micah Kiser (en)          | LB      | Rams       | Harrison Butker       | K       | Chiefs   | Michael Dickson      | P                 | Seahawks          |                   |                   |                   |
| 3     | Patrick Mahomes    | QB      | Chiefs   | Russell Wilson  | QB      | Seahawks   | Xavier Rhodes      | DB  | Colts    | Shaquil Barrett           | LB      | Buccaneers | Stephen Gostkowski    | K       | Titans   | Matt Prater          | K                 | Lions             |                   |                   |                   |
| Sept. | Josh Allen         | QB      | Bills    | Russell Wilson  | QB      | Seahawks   | T. J. Watt         | LB  | Steelers | Lavonte David             | LB      | Buccaneers | Stephen Gostkowski    | K       | Titans   | Jack Fox             | P                 | Lions             |                   |                   |                   |
| 4     | Joe Mixon          | RB      | Bengals  | Tom Brady       | QB      | Buccaneers | Myles Garrett      | DE  | Browns   | Za'Darius Smith           | LB      | Packers    | Brandon McManus (en)  | K       | Broncos  | Mike Boone (en)      | RB                | Vikings           |                   |                   |                   |
| 5     | Chase Claypool     | WR      | Steelers | Kyler Murray    | QB      | Cardinals  | Patrick Queen      | LB  | Ravens   | Aaron Donald              | DT      | Rams       | Jason Sanders (en)    | K       | Dolphins | Wil Lutz             | K                 | Saints            |                   |                   |                   |
| 6     | Derrick Henry      | RB      | Titans   | Matt Ryan       | QB      | Falcons    | Calais Campbell    | DE  | Ravens   | Budda Baker               | S       | Cardinals  | Brandon McManus       | K       | Broncos  | Cairo Santos         | K                 | Bears             |                   |                   |                   |
| 7     | Baker Mayfield     | QB      | Browns   | Kyler Murray    | QB      | Cardinals  | Jerry Hughes       | DE  | Bills    | Devin White               | LB      | Buccaneers | Byron Pringle (en)    | WR/KR   | Chiefs   | Johnny Hekker        | P                 | Rams              |                   |                   |                   |
| Oct.  | Derrick Henry      | RB      | Titans   | Tom Brady       | QB      | Buccaneers | Myles Garrett      | DE  | Browns   | Budda Baker               | S       | Cardinals  | Jason Sanders         | K       | Dolphins | Johnny Hekker        | P                 | Rams              |                   |                   |                   |
| 8     | Patrick Mahomes    | QB      | Chiefs   | Dalvin Cook     | RB      | Vikings    | Stephon Tuitt (en) | DE  | Steelers | Bobby Wagner              | LB      | Seahawks   | Jakeem Grant          | MR/KR   | Dolphins | Ryan Succop          | K                 | Buccaneers        |                   |                   |                   |
| 9     | Josh Allen         | QB      | Bills    | Dalvin Cook     | RB      | Vikings    | Jeffery Simmons    | DE  | Titans   | Foyesade Oluokun          | LB      | Falcons    | Nick Folk (en)        | K       | Patriots | Graham Gano          | K                 | Giants            |                   |                   |                   |
| 10    | Ben Roethlisberger | QB      | Steelers | DeAndre Hopkins | WR      | Cardinals  | Jeff Heath (en)    | S   | Raiders  | Leonard Floyd             | LB      | Rams       | E. J. Speed (en)      | LB      | Colts    | Matt Prater          | K                 | Lions             |                   |                   |                   |
| 11    | Deshaun Watson     | QB      | Texans   | Robert Woods    | WR      | Rams       | Olivier Vernon     | DE  | Browns   | Brian Burns               | DE      | Panthers   | Rodrigo Blankenship   | K       | Colts    | Tress Way            | P                 | Washington        |                   |                   |                   |
| 12    | Tyreek Hill        | WR      | Chiefs   | Kirk Cousins    | QB      | Vikings    | A. J. Klein (en)   | LB  | Bills    | Jacob Tuioti-Mariner (en) | DT      | Falcons    | Nick Folk             | K       | Patriots | Robbie Gould         | K                 | 49ers             |                   |                   |                   |
| Nov.  | Patrick Mahomes    | QB      | Chiefs   | Dalvin Cook     | RB      | Vikings    | T. J. Watt         | LB  | Steelers | Cameron Jordan            | DE      | Saints     | Jason Sanders         | K       | Dolphins | Younghoe Koo         | K                 | Falcons           |                   |                   |                   |
| 13    | Josh Allen         | QB      | Bills    | Aaron Rodgers   | QB      | Packers    | Kyle Van Noy       | LB  | Dolphins | Leonard Williams          | DE      | Giants     | Gunner Olszewski (en) | WR/PR   | Patriots | Dustin Hopkins (en)  | K                 | Washington        |                   |                   |                   |
| 14    | Lamar Jackson      | QB      | Ravens   | Cam Akers       | RB      | Rams       | Kenny Moore        | CB  | Colts    | Haason Reddick            | LB      | Cardinals  | Diontae Spencer (en)  | WR/PR   | Broncos  | Tress Way            | P                 | Washington        |                   |                   |                   |
| 15    | Josh Allen         | QB      | Bills    | Kyler Murray    | QB      | Cardinals  | DeForest Buckner   | DT  | Colts    | Devin White               | LB      | Buccaneers | Tommy Townsend        | P       | Chiefs   | Michael Dickson      | P                 | Seahawks          |                   |                   |                   |
| 16    | Stefon Diggs       | WR      | Bills    | Alvin Kamara    | RB      | Saints     | Mike Hilton (en)   | CB  | Steelers | Fred Warner               | LB      | 49ers      | Jason Sanders         | K       | Dolphins | Joseph Charlton (en) | P                 | Panthers          |                   |                   |                   |
| 17    | Derrick Henry      | RB      | Titans   | Kirk Cousins    | QB      | Vikings    | Darius Leonard     | LB  | Colts    | Leonard Williams          | DE      | Giants     | Maxx Crosby           | DE      | Raiders  | Ryan Succop          | K                 | Buccaneers        |                   |                   |                   |
| Déc.  | Josh Allen         | QB      | Bills    | Aaron Rodgers   | QB      | Packers    | DeForest Buckner   | DT  | Colts    | Chase Young               | DE      | Washington | Daniel Carlson        | K       | Raiders  | Cairo Santos         | K                 | Bears             |                   |                   |                   |

| S. | Joueurs            | Équipe     |
| -- | ------------------ | ---------- |
| 1  | Russell Wilson     | Seahawks   |
| 2  | Josh Allen         | Bills      |
| 3  | Russell Wilson     | Seahawks   |
| 4  | Tom Brady          | Buccaneers |
| 5  | Derek Carr         | Raiders    |
| 6  | Ryan Tannehill     | Titans     |
| 7  | Joe Burrow         | Bengals    |
| 8  | Patrick Mahomes    | Chiefs     |
| 9  | Josh Allen         | Bills      |
| 10 | Ben Roethlisberger | Steelers   |
| 11 | Justin Herbert     | Chargers   |
| 12 | Patrick Mahomes    | Chiefs     |
| 13 | Baker Mayfield     | Browns     |
| 14 | Drew Lock          | Denver     |
| 15 | Josh Allen         | Bills      |
| 16 | Brandon Allen      | Bengals    |
| 17 | Tom Brady          | Buccaneers |

| S. | Joueurs               | Équipe     |
| -- | --------------------- | ---------- |
| 1  | Clyde Edwards-Helaire | Chiefs     |
| 2  | Aaron Jones           | Packers    |
| 3  | Dalvin Cook           | Vikings    |
| 4  | Joe Mixon             | Bengals    |
| 5  | Todd Gurley           | Falcons    |
| 6  | Derrick Henry         | Titans     |
| 7  | Jeff Wilson (en)      | 49ers      |
| 8  | Dalvin Cook           | Vikings    |
| 9  | Dalvin Cook           | Vikings    |
| 10 | Ronald Jones II       | Buccaneers |
| 11 | Derrick Henry         | Titans     |
| 12 | Derrick Henry         | Titans     |
| 13 | Aaron Jones           | Packers    |
| 14 | Derrick Henry         | Titans     |
| 15 | Derrick Henry         | Titans     |
| 16 | Alvin Kamara          | Saints     |
| 17 | Jonathan Taylor       | Colts      |

| S. | Joueur           | Poste | Équipe     |
| -- | ---------------- | ----- | ---------- |
| 1  | C. J. Henderson  | CB    | Jaguars    |
| 2  | Justin Herbert   | QB    | Chargers   |
| 3  | Brandon Aiyuk    | WR    | 49ers      |
| 4  | Justin Herbert   | QB    | Chargers   |
| 5  | Justin Herbert   | QB    | Chargers   |
| 6  | Justin Jefferson | WR    | Vikings    |
| 7  | Justin Herbert   | QB    | Chargers   |
| 8  | Justin Herbert   | QB    | Chargers   |
| 9  | Justin Herbert   | QB    | Chargers   |
| 10 | Jedrick Wills    | OT    | Browns     |
| 11 | Justin Herbert   | QB    | Chargers   |
| 12 | Antonio Gibson   | RB    | Washington |
| 13 | Tua Tagovailoa   | QB    | Dolphins   |
| 14 | Tua Tagovailoa   | QB    | Dolphins   |
| 15 | Justin Herbert   | QB    | Chargers   |
| 16 | A. J. Dillon     | RB    | Packers    |
| 17 | Justin Herbert   | QB    | Chargers   |

| Mois  | Attaque         | Attaque | Attaque  | Défense              | Défense | Défense    |
| ----- | --------------- | ------- | -------- | -------------------- | ------- | ---------- |
| Mois  | Joueur          | Poste   | Équipe   | Joueur               | Poste   | Équipe     |
| Sept. | James Robinson  | RB      | Jaguars  | Antoine Winfield Jr. | S       | Buccaneers |
| Oct.  | Justin Herbert  | QB      | Chargers | Jeremy Chinn (en)    | S       | Panthers   |
| Nov.  | Justin Herbert  | QB      | Chargers | Jeremy Chinn         | S       | Panthers   |
| Déc.  | Jonathan Taylor | RB      | Colts    | Chase Young          | DE      | Washington |